# 石川县农业短期大学
石川县农业短期大学（日语：／ Ishikawaken Nōgyō Tankidaigaku *），简称农短（のうたん），是过去一所位于日本石川县石川郡野野市町的公立短期大学。

## 概要

### 简介
- 短期大学为于1971年开办、由石川县经营、是男女同校[2]。招生到于2004年、停办于2006年[2]。

### 历史
- 1971年 石川县农业短期大学成立并同时设置一个学科即农学科[2]。
- 1973年 农业工学科成立[2]。
- 1977年 畜牧业学科成立[注 1][2]。
- 1993年 两个学科改名为、以下列举[2]。
  - 农学科→ 生物生产学科
  - 畜牧业学科[注 1]→食品科学科
- 2004年 招生最后、次年停止招生（正式停办于2006年6月14日[2]）。

## 学校环境
- 校区：在了石川县石川郡野野市町

## 历任校长
- 渡边庸一郎：第一代短期大学校长[3]。

## 组织

### 学科
- 生物生产学科
- 农业工学科
- 食品科学科

### 专科
| - 没有 |

### 业余课程
| - 没有 |

### 附属机关
| - 附属农业资源研究所:成立于1984年 - 附属图书馆 - 附属实验农场 - 附属经营农场 |

## 相关链接
- 日本短期大学列表